# Nome du Veau divin

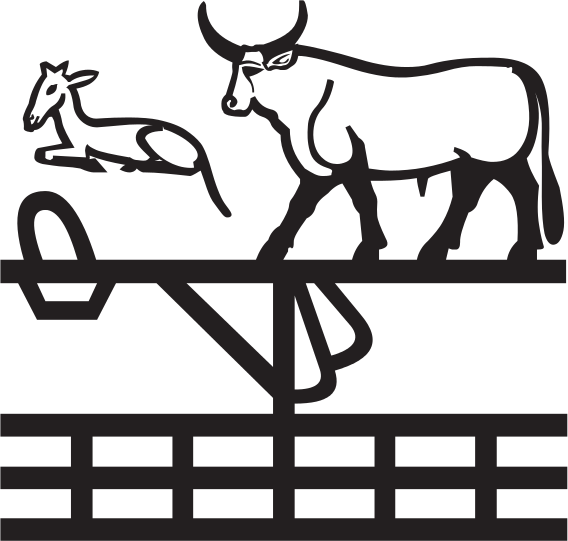
Combinaison de hiéroglyphes, symbole du Nome.

Le nome du Veau divin ou encore nome du Veau de la Vache divine (Tjeb-Netjeret, en transcription hiéroglyphique : ṯb-nṯrt) est l'un des quarante-deux nomes (division administrative) de l'Égypte antique. C'est l'un des vingt nomes de la Basse-Égypte et il porte le numéro douze.

## Symbole
Le taureau, symbolisant la puissance, est représenté pour le « nome du Veau de la Vache divine », précédé d'un veau sur un pavois, le tout sur le déterminatif des noms de provinces.

## Géographie
Du fait de l'état de la fameuse inscription de la chapelle blanche qu'est liste des nomes de Sésostris Ier, la taille du nome à cette époque est inconnue. Ce nome était situé pendant une bonne partie de l'histoire égyptienne entre,  au nord, la mer Méditerranée puis le nome du Trône lorsqu'il fut créé, le nome du Taureau de la montagne à l'ouest, le nome supérieur de Neith au sud-ouest, le nome d'Andjety au sud et le nome de l'Ibis à l'est. Cependant, pendant la période ptolémaïque, le territoire du nome évolua, s'échangeant des territoires avec le nome du Trône ; le nome borda alors le nome du Taureau de la montagne à l'ouest, le nome d'Andjety au sud, le nome de l'Ibis au sud est et le nome du Trône à l'est ainsi que la mer Méditerranée au nord.

## Histoire
En son sein faisait partie les territoires de ce qui sera nommé plus tard le nome du Trône, nome qui n'est attesté qu'à partir de la XVIIIe dynastie ; la métropole de ce dernier, Behedet (Tell el-Balamoun), faisait ainsi partie à l'origine du nome du Veau divin ; c'est d'ailleurs probablement à la création de ce nome que la ville pris le nom de Sema-Behedet.
Peu de choses sont connues du nomes avant la Troisième Période intermédiaire. En effet, dans la dernière partie de la cette période, le nome était dominé par le « chef des Mâ » de Sebennytos et de Sema-Behedet (Tell el-Balamoun), notamment Akanosh A pendant la campagne de Piânkhy contre la coalition de Tefnakht de Saïs ; ce dirigeant local garda d'ailleurs une position neutre dans ce conflit. Akanosh A a pour un certain Youpout, qui est peut-être son fils ; ce dernier a pour successeur son fils Akanosh B ; enfin, ce dernier a pour successeur un certain Horsaïset, peut-être un fils de ce dernier. C'est Horsaïset qui gouverne la région en -671 lors des affrontements entre les Assyriens d'Assarhaddon et les Koushites de Taharqa pour le contrôle de l'Égypte.
À la fin de la Basse Époque, la dernière dynastie nationale (la XXXe) était originaire de Sebennytos.
« Le Veau divin » est connue plus tard pour être la patrie de l'historien Manéthon.

## Divinités locales

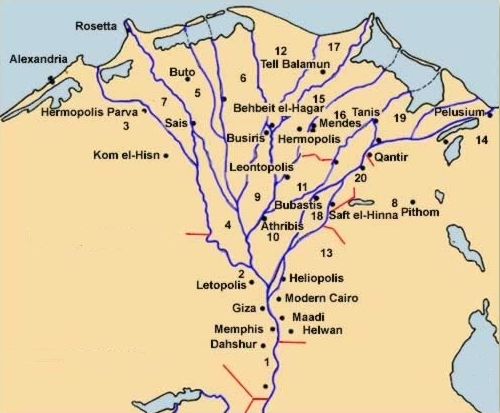
Les nomes de Basse-Égypte

Les habitants de Sebennytos vouent un culte à Onouris-Shou, fils d'Atoum-Rê,, auquel un sanctuaire était dédié ainsi qu’à son épouse la déesse Mehyt,, déesse qui fut assimilée à Tefnout, Bastet ou encore « Dédit, fille de Rê ». À proximité de la ville se trouve l'Iseum, sanctuaire primitif d'Isis dans lequel était également située une chapelle d'Osiris « le Ressuscité ».

## Lieux principaux
Il est à noter que les frontières du nome ont changé avec le temps, les villes citées ci-dessous ont été identifiées comme faisant partie du nome dans ses frontières ptolémaïques.
- Sebennytos, désormais Semenoûd ou Samanoud, en arabe Al Gharbiyah, est localisée sur la branche sebennytique dite de Damiette dans le delta, près de Saïs ; importante localité dès la XXVe dynastie, elle fut capitale de l’Égypte sous la XXXe dynastie.
- Pachnamounis (grec : Παχναμουνίς, Παχνευμουνίς ou Παχνεμόης), aujourd'hui al-Kafr al-Sharqi (en arabe) se trouvait sur la rive orientale du lac Bourlos[12].
- Behbeit El-Hagara (grec Iseum ; grec ancien : Ισεῖον), site connu pour le temple d'Isis en ruine qui s'y trouve.